# Julius Evola
Julius Evola, seudónimo de Giulio Cesare Andrea Evola de Castropignano (Roma, 19 de mayo de 1898 – ibídem, 11 de junio de 1974) fue un filósofo, ingeniero, matemático, poeta, pintor y traductor italiano de la nobleza siciliana, conocido por ser un teórico de la conspiración neoantisemita, esotérico, ocultista, reconstruccionista y ferviente opositor de las religiones abrahámicas. Se le ha descrito como "intelectual fascista", " tradicionalista radical", "antiigualitario, antiliberal, antidemocrático y antipopular", y como "el principal filósofo del movimiento neofascista europeo".
Evola es popular en los círculos marginales, en gran medida por sus creencias metafísicas, mágicas y sobrenaturales -incluyendo la creencia en fantasmas, telepatía y alquimia- y su tradicionalismo. Llamó a su filosofía "idealismo mágico". Muchas de las teorías y escritos de Evola se centraron en su hostilidad hacia el cristianismo y su misticismo idiosincrásico, ocultismo y estudios religiosos esotéricos, y este aspecto de su obra ha influido a ocultistas y esoteristas. De hecho, fue uno de los fundadores del Camino romano a los dioses.
Evola también justificó la dominación masculina sobre las mujeres como parte de una sociedad puramente patriarcal, una perspectiva derivada de sus puntos de vista tradicionalistas sobre el género, que exigían que las mujeres permanecieran o volvieran a lo que él consideraba sus roles de género tradicionales, en los que estaban completamente subordinadas a la autoridad masculina.
Según el académico Franco Ferraresi, "el pensamiento de Evola puede considerarse uno de los sistemas antiigualitarios, antiliberales, antidemocráticos y antipopulares más radicales y consistentes del siglo XX". Se trata de una mezcla singular, aunque no necesariamente original, de varias escuelas y tradiciones, incluyendo el idealismo alemán, las doctrinas orientales, el tradicionalismo y la Weltanschauung global del movimiento revolucionario conservador de entreguerras con el que Evola tuvo una profunda implicación personal. El historiador Aaron Gillette describió a Evola como "uno de los racistas fascistas más influyentes de la historia de Italia".
Evola admiraba al jefe de las SS, el Reichsführer Heinrich Himmler, a quien conoció en una ocasión. Los comentarios autobiográficos de Evola aluden a que trabajó para el Sicherheitsdienst, o SD, la agencia de inteligencia de las SS y del Partido Nazi. Durante su juicio en 1951, Evola negó ser fascista y se refirió a sí mismo como "superfascista". Respecto a esta afirmación, la historiadora Elisabetta Cassina Wolff escribió que "no está claro si esto significaba que Evola se situaba por encima o más allá del fascismo".
Evola ha sido calificado como el "principal ideólogo" de la extrema derecha italiana tras la Segunda Guerra Mundial y predecesor de la Nueva Derecha . Su influencia sigue presente en los movimientos tradicionalistas y neofascistas contemporáneos.

## Biografía
Giulio Cesare Evola nació en Roma, hijo de Vincenzo Evola (nacido en 1854) y Concetta Mangiapane (nacida en 1865). Sus padres habían nacido en Cinisi, una pequeña ciudad de la provincia de Palermo, en la costa noroeste de Sicilia. Los abuelos paternos de Giulio Cesare Evola eran Giuseppe Evola y Maria Cusumano. Giuseppe Evola figura como carpintero en el acta de nacimiento de Vincenzo. Los abuelos maternos de Giulio Cesare Evola fueron Cesare Mangiapane, reportado como comerciante en el registro de nacimiento de Concetta, y su esposa Caterina Munacó. Vincenzo Evola y Concetta Mangiapane se casaron en Cinisi el 25 de noviembre de 1892. Vincenzo Evola figura como jefe de mecánicos telegráficos, mientras que Concetta Mangiapane figura como propietaria de tierras. Giulio Cesare Evola tenía un hermano mayor, Giuseppe Gaspare Dinamo Evola, nacido en 1895 en Roma. Siguiendo una ligera variación de la convención siciliana de nombres de la época, como segundo hijo, Giulio Cesare Evola se llamó en parte como su abuelo materno.
A menudo se ha dicho que Evola era barón, probablemente en referencia a una supuesta relación lejana con una familia aristocrática menor, los Evoli, que eran los barones de Castropignano en el Reino de Sicilia a finales de la Edad Media.
Poco se sabe de la educación temprana de Evola, salvo que la consideraba irrelevante. Estudió ingeniería en el Instituto Tecnico Leonardo da Vinci de Roma, pero no completó el curso, afirmando más tarde que esto se debió a que "no quería estar asociado de ninguna manera con el reconocimiento académico burgués y con títulos como el de médico e ingeniero".
En su adolescencia, Evola se sumergió en la pintura -que consideraba uno de sus talentos naturales- y en la literatura, incluyendo a Oscar Wilde y Gabriele d'Annunzio. Fue introducido en las ideas de los filósofos como Friedrich Nietzsche y Otto Weininger. Otras influencias filosóficas tempranas fueron Carlo Michelstaedter y Max Stirner.
En la Primera Guerra Mundial, Evola sirvió como oficial de artillería en la meseta de Asiago. Se sintió atraído por la vanguardia y, tras la guerra, se asoció brevemente con el movimiento futurista de Filippo Tommaso Marinetti. A través de su pintura y poesía, y de su trabajo en la efímera revista Revue Bleue, se convirtió en sus propias palabras en un destacado representante del dadaísmo en Italia. En 1922, tras llegar a la conclusión de que el arte de vanguardia se estaba comercializando y anquilosando en las convenciones académicas, redujo su atención a expresiones artísticas como la pintura y la poesía.
Evola fue detenido en abril de 1951 por la Oficina Política de la Jefatura de Policía de Roma y acusado de ser un ideólogo de la organización militante neofascista Fasci di Azione Rivoluzionaria (FAR). Evola fue defendido por el profesor Francesco Carnelutti. El 20 de noviembre de 1951, Evola fue absuelto de todos los cargos.
Evola falleció el 11 de junio de 1974 en Roma a causa de una insuficiencia cardíaca congestiva.

## Carrera de escritor

#### Cristianismo
En 1928, Evola escribió un ataque al cristianismo titulado Pagan Imperialism, que proponía transformar el fascismo en un sistema coherente con los antiguos valores romanos y el esoterismo occidental. Evola proponía que el fascismo fuera un vehículo para restablecer el sistema de castas y la aristocracia de la antigüedad. Aunque invocó el término "fascismo" en este texto, su diatriba contra la Iglesia católica fue criticada tanto por el régimen fascista de Mussolini como por el propio Vaticano. El polítologo A. James Gregor argumentó que el texto era un ataque al fascismo tal y como estaba en el momento de escribirlo, pero señaló que Mussolini lo utilizó para amenazar al Vaticano con la posibilidad de un "fascismo anticlerical". Debido a las propuestas anticristianas de Evola, en abril de 1928 la revista católica de derecha Revue Internationale des Sociétés Secrètes, respaldada por el Vaticano, publicó un artículo titulado "Un Sataniste Italien: Julius Evola", acusándolo de satanismo.
En su libro El Misterio del Grial, Evola descartó las interpretaciones cristianas del Santo Grial y escribió que éste

simboliza el principio de una fuerza inmortalizadora y trascendente conectada al estado primordial ... El misterio del Grial es un misterio de iniciación guerrera.

Sostenía que los gibelinos, que habían luchado contra los güelfos por el control del norte y el centro de Italia en el siglo XIII, tenían en su interior las influencias residuales de las tradiciones celtas y nórdicas precristianas que representaban su concepción del mito del Grial. También sostenía que la victoria güelfa contra los gibelinos representaba una regresión de las castas, ya que la casta mercantil tomó el relevo de la casta guerrera.  En el epílogo de este libro, Evola argumentó que el ficticio Los Protocolos de los Sabios de Sion, independientemente de si era auténtico o no, era una representación convincente de la modernidad. El historiador Richard Barber sostiene que:

Evola mezcla la retórica, los prejuicios, academicismo y la política en una extraña versión del presente y del futuro, pero en el proceso reúne por primera vez el interés por lo esotérico y por la teoría de la conspiración que caracterizan gran parte de la literatura posterior del Grial

#### Budismo
En su Doctrina del Despertar, Evola argumentó que el Canon Pali podía ser considerado como la representación del verdadero budismo. Su interpretación del budismo es que tenía la intención de ser antidemocrático. Creía que el budismo revelaba la esencia de una tradición "aria" que se había corrompido y perdido en Occidente. Creía que podía interpretarse para revelar la superioridad de una casta guerrera. Harry Oldmeadow describió la obra de Evola sobre el budismo como una influencia nietzscheana, pero Evola criticó el prejuicio antiascético de Nietzsche. Evola afirmó que el libro "recibió la aprobación oficial de la Sociedad [de Textos] Pali", y fue publicado por un reputado editor orientalista. La interpretación de Evola sobre el budismo, expuesta en su artículo "La virilidad espiritual en el budismo", entra en conflicto con los estudios posteriores a la Segunda Guerra Mundial del orientalista Giuseppe Tucci, quien sostiene que el punto de vista de que el budismo aboga por la benevolencia universal es legítimo. Arthur Versluis afirmó que los escritos de Evola sobre el budismo eran un vehículo para sus propias teorías, pero que distaban mucho de ser una interpretación exacta del tema, y sostuvo que lo mismo podía decirse de los escritos de Evola sobre el hermetismo. Ñāṇavīra Thera se inspiró para convertirse en bhikkhu a partir de la lectura del texto de Evola La doctrina del despertar en 1945, mientras estaba hospitalizado en Sorrento.

#### Modernidad
Revuelta contra el mundo moderno de Evola es un texto que promueve la mitología de una antigua Edad de Oro. En esta obra, Evola describe los rasgos de su sociedad tradicional idealizada. Evola argumentaba que la modernidad representaba una grave decadencia respecto a la sociedad ideal. Argumentaba que en la Edad de Oro postulada, el poder religioso y el temporal estaban unidos. Escribió que la sociedad no se había fundado en el gobierno sacerdotal, sino en guerreros que expresaban el poder espiritual. En la mitología, veía pruebas de la superioridad de Occidente sobre Oriente. Además, afirmaba que la élite tradicional tenía la capacidad de acceder al poder y al conocimiento a través de una versión jerárquica de la magia que se diferenciaba de las formas inferiores "supersticiosas y fraudulentas". Evola insiste en que "las formas, las instituciones y los conocimientos no modernos" son necesarios para producir una "renovación real... en aquellos que todavía son capaces de recibirla". El texto fue "inmediatamente reconocido por Mircea Eliade y otros intelectuales que supuestamente avanzaban ideas asociadas a la Tradición". Eliade, uno de los historiadores de las religiones más influyentes del siglo pasado, fue uno de los amigos más cercanos de Evola y, en su juventud, un simpatizante fascista asociado al movimiento de la derecha cristiana rumana Guardia de Hierro. Evola era consciente de la importancia del mito por sus lecturas de Georges Sorel, una de las influencias intelectuales clave en el fascismo.Hermann Hesse describió a la Revuelta contra el mundo moderno como "realmente peligroso".
En los años 60, Evola pensaba que la derecha ya no podía revertir el proceso de degeneración de la civilización moderna. E. C. Wolff señaló que esta es la razón por la que Evola escribió Monta el tigre. Julius Evola optó por distanciarse completamente del compromiso político activo. Sin embargo, no excluyó la posibilidad de actuar en el futuro. Sostenía que uno debe mantenerse firme y listo para intervenir cuando el tigre "se canse de correr". Goodrick-Clarke señala que "Evola establece el ideal del "nihilista activo" que está preparado para actuar con violencia contra la decadencia moderna".

#### Otros escritos
En la colección de escritos publicada póstumamente, Metafísica de la guerra, Evola, en línea con el revolucionario conservador Ernst Jünger, exploró el punto de vista de que la guerra podía ser una experiencia espiritualmente satisfactoria. Propuso la necesidad de una orientación trascendental en un guerrero.
De 1934 a 1943, Evola también fue responsable de "Diorama Filosofico", la página cultural de Il Regime Fascistaa un diario propiedad de Roberto Farinacci. También colaboraría durante el mismo periodo en la revista de Giovanni Preziosi, La vita italiana.
Nicholas Goodrick-Clarke ha escrito que el ensayo de Evola de 1945 "La Civilización Americana" describió a Estados Unidos como "la etapa final de la decadencia europea hacia la 'falta de forma interior' del individualismo vacuo, el conformismo y la vulgaridad bajo la égida universal del dinero". Según Goodrick-Clarke, Evola sostenía que la "filosofía mecanicista y racional del progreso de Estados Unidos se combinaba con un horizonte mundano de prosperidad para transformar el mundo en un enorme centro comercial suburbano".
Evola tradujo al italiano algunas obras de Oswald Spengler y Ortega y Gasset.

## Ocultismo y esoterismo
Hacia 1920, los intereses de Evola le llevaron a los estudios espirituales, trascendentales y "suprarracionales". Comenzó a leer varios textos esotéricos y poco a poco fue profundizando en el ocultismo, la alquimia, la magia y los estudios orientales, especialmente el yoga tántrico tibetano. Aficionado al montañismo, Evola describió esta experiencia como una fuente de experiencias espirituales reveladoras. Tras su regreso de la guerra, Evola experimentó con alucinógenos y magia.
Cuando tenía unos 23 años, Evola consideró el suicidio. Afirmó que evitó el suicidio gracias a una revelación que tuvo mientras leía un texto budista antiguo que trataba de desprenderse de toda forma de identidad que no fuera la trascendencia absoluta. Evola publicaría más tarde el texto La Doctrina del Despertar, que consideraba un pago de su deuda con el budismo por haberle salvado del suicidio.
Evola escribió sobre el misticismo oriental, el tantra, el hermetismo, el mito del Santo Grial y el esoterismo occidental. El egiptólogo alemán y estudioso del esoterismo Florian Ebeling ha señalado que La tradición hermética de Evola se considera una "obra extremadamente importante sobre el hermetismo" a los ojos de los esoteristas. Evola prestó especial atención al texto de Cesare della Riviera Il Mondo Magico degli Heroi, que posteriormente reeditó en italiano moderno. Sostenía que el texto de Riviera estaba en consonancia con los objetivos de la "alta magia", es decir, la transformación del ser humano terrenal en un "hombre dios" trascendental. Según Evola, la supuesta ciencia tradicional "intemporal" pudo llegar a una expresión lúcida a través de este texto, a pesar de los "revestimientos" que se le añadieron para evitar las acusaciones de la iglesia. Aunque Evola rechazó la interpretación de Carl Jung sobre la alquimia, Jung describió La tradición hermética de Evola como un "relato magistral de la filosofía hermética". En Hegel and the Hermetic Tradition, el filósofo Glenn Alexander Magee favoreció la interpretación de Evola sobre la de Jung. En 1988, una revista dedicada al pensamiento hermético publicó una sección del libro de Evola y lo calificó de "luciferino".
Evola confesó más tarde que no era budista, y que su texto sobre el budismo pretendía equilibrar su trabajo anterior sobre los tantras hindúes. El interés de Evola por el tantra fue estimulado por la correspondencia con John Woodroffe. Evola se sintió atraído por el aspecto activo del tantra y su pretensión de proporcionar un medio práctico para la experiencia espiritual, frente a los enfoques más "pasivos" de otras formas de espiritualidad oriental. En Tantric Buddhism in East Asia, Richard K. Payne, decano del Instituto de Estudios Budistas, argumentó que Evola manipuló el tantra al servicio de la violencia de la derecha, y que el énfasis en el "poder" en El yoga del poder permitía comprender su mentalidad.
Evola defendía que los "individuos diferenciados" que siguieran el Camino de la Mano Izquierda utilizaran poderes sexuales violentos y oscuros contra el mundo moderno. Para Evola, estos "héroes viriles" son a la vez generosos y crueles, poseen la capacidad de gobernar y cometen actos "dionisíacos" que podrían considerarse convencionalmente inmorales. Para Evola, el Camino de la Mano Izquierda abraza la violencia como medio de transgresión.

#### El idealismo mágico
Thomas Sheehan escribió que "los primeros trabajos filosóficos de Evola de los años veinte se dedicaron a remodelar el neo-idealismo desde una filosofía del Espíritu y la Mente Absoluta a una filosofía del "individuo absoluto" y acción". En consecuencia, Evola desarrolló la doctrina del "idealismo mágico", que sostenía que "el Ego debe comprender que todo lo que parece tener una realidad independiente de él no es más que una ilusión, causada por su propia deficiencia". Para Evola, esta unidad cada vez mayor con el "individuo absoluto" era coherente con la libertad ilimitada y, por tanto, con el poder incondicional. En su obra de 1925 Ensayos sobre el idealismo mágico, Evola declaró que "Dios no existe. El Ego debe crearlo haciéndose divino".
Según Sheehan, Evola descubrió el poder de la mitología metafísica mientras desarrollaba sus teorías. Esto le llevó a defender la intuición intelectual suprarracional frente al conocimiento discursivo. En opinión de Evola, el conocimiento discursivo separa al hombre del Ser. El autor Sheehan afirmó que esta posición es un tema en ciertas interpretaciones de filósofos occidentales como Platón, Santo Tomás de Aquino y Martin Heidegger que fue exagerado por Evola. Evola escribiría más tarde:

Las verdades que nos permiten entender el mundo de la Tradición no son las que se pueden "aprender" o "discutir". O son o no son. Sólo podemos recordarlas, y eso ocurre cuando nos liberamos de los obstáculos que representan las diversas construcciones humanas (entre las que destacan los resultados y métodos de los "investigadores" autorizados) y hemos despertado la capacidad de ver desde el punto de vista no humano, que es el mismo que el de la Tradición... Las verdades tradicionales siempre se han considerado esencialmente no humanas.

Evola desarrolló una doctrina de las "dos naturalezas": el mundo natural y el "mundo del Ser" primordial. Creía que estas "dos naturalezas" imponen la forma y la calidad a la materia inferior y crean una "gran cadena del Ser" jerárquica. Entendía que la "virilidad espiritual" significaba la orientación hacia este principio trascendente postulado. Sostenía que el Estado debía reflejar este "ordenamiento desde arriba" y la consiguiente diferenciación jerárquica de los individuos según su "preformación orgánica". Por "preformación orgánica" entendía aquella que "reúne, conserva y perfecciona los talentos y las cualificaciones de cada uno para determinadas funciones".

#### Grupo Ur
Evola fue introducido en el esoterismo por Arturo Reghini, que fue uno de los primeros partidarios del fascismo. Reghini pretendía promover una "magia culta" opuesta al cristianismo y presentó a Evola al tradicionalista René Guénon. En 1927, Reghini y Evola, junto con otros esoteristas italianos, fundaron el Gruppo di Ur ("Grupo Ur"). El propósito de este grupo era intentar llevar las identidades individuales de sus miembros a un estado de poder y conciencia tan sobrehumano que pudieran ejercer una influencia mágica en el mundo. El grupo empleaba técnicas de textos budistas, tántricos y textos herméticos. Su objetivo era proporcionar un "alma" al floreciente movimiento fascista de la época mediante el resurgimiento de la antigua religión romana, e influir en el régimen fascista a través del esoterismo.

## Opiniones sobre el sexo y los roles de género
Julius Evola creía que las supuestas cualidades superiores que se esperaban de un hombre de una determinada raza no eran las que se esperaban de una mujer de la misma raza. Sostenía que las "relaciones justas entre los sexos" implicaban que las mujeres reconocieran su "desigualdad" con los hombres. En 1925, escribió un artículo titulado "La donna come cosa" ("La mujer como cosa"). Evola citó más tarde la afirmación de Joseph de Maistre de que "La mujer no puede ser superior sino como mujer, pero desde el momento en que desea emular al hombre no es más que un mono". Evola creía que la liberación de la mujer era "la renuncia de la mujer a su derecho a ser mujer". Una mujer "podía participar tradicionalmente en el orden jerárquico sagrado sólo de forma mediada a través de su relación con un hombre". Sostenía, como rasgo de sus relaciones de género idealizadas, el sati hindú, que para él era una forma de sacrificio que indicaba el respeto de las mujeres a las tradiciones patriarcales. Para la mujer "pura y femenina", "el hombre no es percibido por ella como un simple marido o amante, sino como su señor". La mujer encontraría su verdadera identidad en el sometimiento total al hombre.
Evola consideraba el matriarcado y las religiones de las diosas como un síntoma de decadencia, y prefería un ethos hipermasculino y guerrero.
Evola estaba influenciado por Hans Blüher; era partidario del concepto de Männerbund como modelo para su propuesta de "Orden" ultrafascista. Goodrick-Clarke señaló la influencia fundamental del libro de Otto Weininger Sexo y carácter en el dualismo de Evola de la espiritualidad masculina-femenina. Según Goodrich-Clarke, "la celebración de Evola de la espiritualidad viril tenía sus raíces en la obra de Weininger, que fue ampliamente traducida al final de la Primera Guerra Mundial". A diferencia de Weininger, Evola creía que las mujeres debían ser conquistadas, no ignoradas. Evola denunció la homosexualidad como "inútil" para sus propósitos. No descuidó el sadomasoquismo, siempre y cuando el sadismo y el masoquismo "sean magnificaciones de un elemento potencialmente presente en la esencia más profunda del eros."
Evola sostenía que las mujeres "jugaban" con los hombres, amenazaban su masculinidad y los atraían a un dominio "constrictivo" con su sexualidad. Escribió que "No se debe esperar de las mujeres que vuelvan a ser lo que realmente son... cuando los hombres mismos conservan sólo la apariencia de la verdadera virilidad", y lamentó que "los hombres en lugar de estar en control del sexo son controlados por él y vagan como borrachos". Creía que en el Tantra y en la magia sexual, en la que veía una estrategia de agresión, encontraba los medios para contrarrestar al Occidente "emasculado". Según Annalisa Merelli, Evola "llegó a justificar la violación" porque la veía "como una expresión natural del deseo masculino". Evola también dijo que la "violación ritual de las vírgenes" y los "latigazos a las mujeres" eran un medio para "elevar la conciencia", siempre y cuando estas prácticas se hicieran con la intensidad necesaria para producir el "clima psíquico liminal" adecuado. Escribió que "por regla general, nada conmueve más a un hombre que sentir a la mujer totalmente agotada bajo su propio arrebato hostil".

## Opiniones sobre la raza
La disidencia de Evola con respecto a los conceptos biológicos estándar de la raza tenía sus raíces en su elitismo aristocrático, ya que la ideología völkisch nazi no separaba adecuadamente a la aristocracia de los "plebeyos". Según el profesor de estudios europeos Paul Furlong, Evola desarrolló "la ley de la regresión de las castas" en Revuelta contra el mundo moderno y otros escritos sobre el racismo de los años 30 y el periodo de la Segunda Guerra Mundial. En opinión de Evola "el poder y la civilización han progresado de una a otra de las cuatro castas -líderes sagrados, nobleza guerrera, burguesía (economía, 'mercaderes') y esclavos". Furlong explica: "para Evola, el núcleo de la superioridad racial residía en las cualidades espirituales de las castas superiores, que se expresaban tanto en los rasgos físicos como en los culturales, pero que no estaban determinados por ellos. La ley de la regresión de las castas sitúa el racismo en el centro de la filosofía de Evola, ya que ve un predominio creciente de las razas inferiores que se expresa directamente a través de las modernas democracias de masas".
En 1941, el libro de Evola Síntesis de la doctrina de la raza (en italiano: Sintesi di Dottrina della Razza) fue publicado por la editorial Hoepli. En él se ofrece una visión general de sus ideas sobre la raza y la eugenesia, introduciendo el concepto de "racismo espiritual", y de "racismo esotérico-tradicionalista".
Antes del final de la guerra, Evola había utilizado con frecuencia el término "ario" para referirse a la nobleza, que en su opinión estaba imbuida de la espiritualidad tradicional. Wolff señala que Evola parece haber dejado de escribir sobre la raza en 1945, pero añade que los temas intelectuales de los escritos de Evola no cambiaron por lo demás. Evola siguió escribiendo sobre el elitismo y su desprecio por los débiles. Su "doctrina de la 'superraza' ario-romana fue simplemente replanteada como una doctrina de los 'líderes de los hombres' ... ya no con referencia a las SS, sino a los caballeros teutónicos medievales de los Caballeros Templarios, ya mencionados en Rivolta".
Evola hablaba de "razas inferiores no europeas". Peter Merkl escribió que "Evola nunca estuvo dispuesto a descartar por completo el valor de la sangre". Evola escribió: "una cierta conciencia equilibrada y la dignidad de la raza pueden considerarse saludables" en una época en la que "la exaltación del negro y de todo lo demás, la psicosis anticolonialista y el fanatismo integracionista [son] fenómenos paralelos en la decadencia de Europa y Occidente". Aunque no estaba totalmente en contra de la mezcla de razas, en 1957, Evola escribió un artículo en el que atribuía la aceleración percibida de la decadencia estadounidense a la influencia de los "negros" y a la oposición a la segregación. Furlong señaló que este artículo es "uno de los más extremos en cuanto a fraseología de todos los que escribió, y exhibe un grado de intolerancia que no deja lugar a dudas en cuanto a su profundo prejuicio contra los negros".

#### Mística nacional
Para su interpretación espiritual de las diferentes psicologías raciales, Evola encontró el trabajo del teórico alemán de la raza Ludwig Ferdinand Clauss inestimable. Al igual que Evola, Clauss creía que la raza física y la raza espiritual podían divergir como consecuencia del mestizaje. El racismo de Evola incluía el del cuerpo, el del alma y el del espíritu, dando primacía a este último factor, escribiendo que "las razas sólo declinaban cuando su espíritu fallaba".
Al igual que René Guénon, Evola creía que la humanidad está viviendo en el Kali Yuga de la tradición hindú, la Edad Oscura de los apetitos materialistas desatados. Argumentaba que tanto el fascismo italiano como el nazismo representaban la esperanza de que se reconstituyera la raza aria "celestial". Se basó en los relatos mitológicos de las superrazas y su decadencia, en particular de los hiperbóreos, y sostuvo que las huellas de la influencia hiperbórea podían sentirse en el hombre indoeuropeo. Consideraba que los hombres indoeuropeos habían evolucionado a partir de estas razas mitológicas superiores. Gregor señaló que se publicaron varias críticas contemporáneas a la teoría de Evola: "En una de las revistas teóricas más importantes del fascismo, el crítico de Evola señaló que muchos arios nórdicos, por no hablar de los arios mediterráneos, no demuestran ninguna propiedad hiperbórea. En cambio, hacen evidente su materialismo, su sensualidad, su indiferencia por la lealtad y el sacrificio, junto con su codicia consumidora. ¿En qué se diferencian de las razas "inferiores", y por qué debería alguien desear, de alguna manera, favorecerlas?".
En cuanto a la relación entre el "racismo espiritual" y el racismo biológico, Evola expuso el siguiente punto de vista, que Furlong calificó de pseudocientífico:

El factor "sangre" o "raza" tiene su importancia, porque no es psicológicamente -en el cerebro o en las opiniones del individuo- sino en las fuerzas más profundas de la vida que viven las tradiciones y actúan como energías formativas típicas. La sangre registra los efectos de esta acción, y de hecho ofrece a través de la herencia, una materia ya refinada y preformada ...

#### Opiniones sobre los judíos
Evola respaldó las opiniones de Otto Weininger sobre los judíos. Aunque Evola consideraba a los judíos como corrosivos y antitradicionales, describió el antisemitismo más fanático de Adolf Hitler como una idée fixe paranoica que dañó la reputación del Tercer Reich. La concepción de Evola no enfatizaba la concepción racial nazi de los judíos como "representantes de una raza biológica" -en la opinión de Evola los judíos eran "los portadores de una visión del mundo... un espíritu [que] correspondía a los rasgos 'peores' y 'más decadentes' de la modernidad: la democracia, el igualitarismo y el materialismo".
Evola sostenía que el texto antisemita inventado Los protocolos de los sabios de Sion -sea o no una falsificación- reflejaba con exactitud las condiciones de la modernidad. Creía que los Protocolos "contienen el plan de una guerra oculta, cuyo objetivo es la destrucción total, en los pueblos no judíos, de toda tradición, clase, aristocracia y jerarquía, y de todos los valores morales, religiosos y espirituales". Escribió el prólogo de la segunda edición italiana de los Protocolos, que fue publicada por el fascista Giovanni Preziosi en 1938.
Tras el asesinato de su amigo Corneliu Zelea Codreanu, líder de la fascista Guardia de Hierro rumana, Evola expresó su previsión de una "tiranía talmúdica e israelita". Sin embargo, Evola creía que los judíos tenían este "poder" sólo por la "decadencia" europea en la modernidad. También creía que se podía ser "ario", pero tener un alma "judía", al igual que se podía ser "judío", pero tener un alma "aria". En opinión de Evola, Otto Weininger y Carlo Michelstaedter eran judíos de carácter "suficientemente heroico, ascético y sacral" como para encajar en esta última categoría.

## Fascismo
Evola desarrolló una línea argumental, estrechamente relacionada con la orientación espiritual de escritores tradicionalistas como René Guénon y las preocupaciones políticas de la derecha autoritaria europea. La primera obra política publicada por Evola fue un artículo antifascista en 1925. En esta obra, Evola calificó el movimiento fascista italiano de "revolución risible", basada en un sentimiento vacío y en preocupaciones materialistas. Aplaudía la orientación antiburguesa de Mussolini y su objetivo de convertir a los ciudadanos italianos en guerreros empedernidos, pero criticaba el populismo fascista, la política de partidos y los elementos del izquierdismo que veía en el régimen fascista. Evola consideraba que el Partido Fascista de Mussolini no tenía ningún fundamento cultural o espiritual. Le apasionaba infundirle estos elementos para adecuarlo a su concepción ideal de la cultura Übermensch que, en opinión de Evola, caracterizaba la grandeza imperial de la Europa precristiana. Expresó un sentimiento antinacionalista, afirmando que para llegar a ser "verdaderamente humano" había que "superar la contaminación fraternal" y "purgarse" del sentimiento de estar unido a los demás "por la sangre, los afectos, la patria o el destino humano". También se oponía al futurismo con el que se alineaba el fascismo italiano, junto con la naturaleza "plebeya" del movimiento. En consecuencia, Evola lanzó la revista La Torre, para expresar sus preocupaciones y abogar por un fascismo más elitista. Las ideas de Evola fueron mal recibidas por la corriente fascista tal y como estaba en la época en que escribió.

#### Mussolini
Los académicos no se ponen de acuerdo sobre los motivos por los que Benito Mussolini adoptó la ideología racista en 1938: algunos estudiosos han escrito que Mussolini estaba más motivado por consideraciones políticas que por la ideología cuando introdujo la legislación antisemita en Italia. Otros estudiosos han rechazado el argumento de que la ideología racial del fascismo italiano pudiera atribuirse únicamente a la influencia nazi. Una interpretación más reciente es que Mussolini se sentía frustrado por la lentitud de la transformación fascista y, en 1938, había adoptado medidas cada vez más radicales que incluían una ideología racial. Aaron Gillette ha escrito que "el racismo se convertiría en la fuerza motriz clave de la creación del nuevo hombre fascista, del uomo fascista".
Mussolini leyó la Síntesis de la Doctrina de la Raza de Evola en agosto de 1941, y se reunió con Evola para ofrecerle sus elogios. Más tarde, Evola contó que Mussolini había encontrado en su obra una forma de racismo fascista exclusivamente romana, distinta de la de la Alemania nazi. Con el apoyo de Mussolini, Evola comenzó a preparar el lanzamiento de una revista menor Sangue e Spirito (Sangre y Espíritu) que nunca apareció. Aunque no siempre estuvo de acuerdo con los teóricos raciales alemanes, Evola viajó a Alemania en febrero de 1942 y obtuvo el apoyo a la colaboración alemana en Sangue e Spirito de "figuras clave de la jerarquía racial alemana". Los fascistas apreciaron el valor palingético de la "prueba" de Evola "de que los verdaderos representantes del estado y la cultura de la antigua Roma eran personas de raza nórdica". Evola acabó convirtiéndose en el principal filósofo racial de Italia.
Evola mezcló el sorelianismo con el programa eugenésico de Mussolini. Evola ha escrito que "La teoría de la raza ario-romana y su correspondiente mito podrían integrar la idea romana propuesta, en general, por el fascismo, así como dar un fundamento al plan de Mussolini de utilizar su estado como medio para elevar al italiano medio y enuclear en él un hombre nuevo".
En mayo de 1951, Evola fue detenido y acusado de promover el resurgimiento del Partido Fascista y de glorificar el fascismo. Al defenderse en el juicio, Evola declaró que su obra pertenecía a una larga tradición de escritores antidemocráticos que ciertamente podían estar vinculados al fascismo -al menos al fascismo interpretado según ciertos criterios evolianos-, pero que ciertamente no podían ser identificados con el régimen fascista de Mussolini. Evola declaró entonces que no era fascista, sino que era "superfascisti" (lit. 'superfascista'). Fue absuelto.

#### Tercer Reich
Al encontrar el fascismo italiano demasiado comprometido, Evola comenzó a buscar el reconocimiento de la Alemania nazi. Evola pasó mucho tiempo en Alemania en 1937 y 1938, y dio una serie de conferencias a la Sociedad Germano-Italiana en 1938. Evola se enfrentó al populismo nazi y al materialismo biológico. Las autoridades de las SS rechazaron inicialmente las ideas de Evola por considerarlas supranacionalistas y aristocráticas, aunque fue mejor recibido por los miembros del movimiento revolucionario conservador. La Ahnenerbe nazi informó de que muchos consideraban sus ideas como pura "fantasía" que ignoraba los "hechos históricos". Evola admiraba a Heinrich Himmler, a quien conocía personalmente, pero tenía reservas sobre Adolf Hitler debido a la dependencia de éste del nacionalismo völkisch. La Schutzstaffel ("SS") de Himmler mantenía un dosier sobre Evola -el documento AR-126 describía sus planes para un "Imperio Romano-Germánico" como "utópico" y lo calificaba de "romano reaccionario", cuyo objetivo era una "insurrección de la vieja aristocracia contra el mundo moderno". El documento recomendaba a las SS "poner fin a su eficacia en Alemania" y no prestarle ningún apoyo, especialmente por su deseo de crear un "orden internacional secreto".
A pesar de esta oposición, Evola pudo establecer conexiones políticas con elementos paneuropeístas dentro de la Oficina Central de Seguridad del Reich. Posteriormente, Evola ascendió a los círculos íntimos del nazismo cuando la influencia de los defensores del paneuropeísmo superó a la de los defensores del völkisch, debido a las contingencias militares. Evola escribió el artículo Reich e Imperium como elementos del nuevo orden europeo para la revista European Review, respaldada por los nazis. Pasó la Segunda Guerra Mundial trabajando para el Sicherheitsdienst. La oficina del Sicherheitsdienst Amt VII, una biblioteca de investigación de la Oficina Central de Seguridad del Reich, ayudó a Evola a adquirir textos arcanos de ocultismo y masónicos.
El fascismo italiano entró en declive cuando, en 1943, Mussolini fue depuesto y encarcelado. En ese momento, Evola huyó a Alemania con la ayuda del Sicherheitsdienst. Aunque no era miembro del Partido Nacional Fascistay a pesar de sus aparentes problemas con el régimen fascista, Evola fue una de las primeras personas en saludar a Mussolini cuando éste fue sacado de la cárcel por Otto Skorzeny en septiembre de 1943. Posteriormente, Evola ayudó a recibir a Mussolini en la Guarida del Lobo de Adolf Hitler. A continuación, Evola se involucró en la República Social Italiana de Mussolini. Evola tenía la costumbre de pasear por la ciudad de Viena durante los bombardeos para "reflexionar mejor sobre su destino". Durante uno de estos bombardeos, en 1945, un fragmento de proyectil le dañó la médula espinal y quedó paralizado de cintura para abajo, permaneciendo así el resto de su vida.

## Después de la Segunda Guerra Mundial
Sobre la alianza durante la Segunda Guerra Mundial entre los aliados y la Unión Soviética, Evola escribió:

Los poderes democráticos repitieron el error de quienes piensan que pueden utilizar las fuerzas de la subversión para sus propios fines sin costo alguno. No saben que, por una lógica fatal, cuando los exponentes de dos grados diferentes de subversión se encuentran o se cruzan, el que representa el grado más desarrollado se impondrá al final.

El modelo político que Evola eligió después de 1945 no fue ni Mussolini ni Hitler. Evola citó y animó a los jóvenes a leer a Platón (con referencia en particular a La República), Dante (con referencia en particular a De Monarchia), Joseph de Maistre, Donoso Cortés, Bismarck, Metternich, Gaetano Mosca, Pareto y Michel.
Después de la Segunda Guerra Mundial, Evola continuó su trabajo en el esoterismo. Escribió varios libros y artículos sobre magia sexual y otros estudios esotéricos, entre ellos El yoga del poder: Tantra, Shakti y el camino secreto (1949), Eros y los misterios del amor: La metafísica del sexo (1958), y Meditaciones en las cumbres: El alpinismo como metáfora de la búsqueda espiritual (1974). También escribió sus dos libros explícitamente políticos Hombres entre las ruinas: Reflexiones de posguerra de un tradicionalista radical (1953), Monta el Tigre: Un manual de supervivencia para los aristócratas del alma (1961), y su autobiografía, El camino del cinabrior (1963). También amplió las críticas a la civilización y el materialismo estadounidenses, así como a la creciente influencia de Estados Unidos en Europa, recogidas en la antología póstuma Civiltà Americana.
Mientras intentaba distanciarse del nazismo, Evola escribió en 1955 que los juicios de Núremberg fueron una farsa. Esto indica que, a pesar de haber sido rechazado por las SS antes de la guerra, nunca dejó de admirar sus actividades criminales.
La ontología oculta de Evola ejerció influencia sobre el neofascismo de la posguerra. En la posguerra, los escritos de Evola suscitaron interés entre la derecha neofascista. Después de 1945, Evola fue considerado el teórico italiano más importante del movimiento revolucionario conservador y el "ideólogo principal" de la derecha radical italiana de posguerra. Según Egil Asprem y Kennet Granholm, los textos políticos más significativos de Evola de la posguerra son Orientamenti y Los hombres y las ruinas. En la frase inicial de la primera edición de dicho libro, Evola decía:

Nuestros adversarios querrían sin duda que, con espíritu cristiano, bajo la bandera del progreso o de la reforma, hubiéramos sido golpeados en una mejilla para poner la otra. Nuestro principio es diferente: "Haced a los demás lo que ellos quieran haceros a vosotros: pero hacedlo primero con ellos".

Orientamenti era un texto contra el "fascismo nacional"; en cambio, abogaba por una Comunidad Europea modelada según los principios de las Waffen-SS. El grupo neofascista italiano Ordine Nuovo adoptó Orientamenti como guía de acción en la Italia de la posguerra. El Frente Europeo de Liberación, afiliado a Francis Parker Yockey, llamó a Evola "el mayor filósofo autoritario vivo de Italia" en el número de abril de 1951 de su publicación Frontfighter.
Durante la posguerra, Evola intentó desvincularse del totalitarismo, prefiriendo el concepto de Estado "orgánico", que expuso en su texto Los hombres y las ruinas. Evola trató de desarrollar una estrategia para la implementación de una "revolución conservadora" en la Europa de la posguerra. Rechazó el nacionalismo, abogando en su lugar por un Imperio europeo, que podría adoptar diversas formas según las condiciones locales, pero que debería ser "orgánico, jerárquico, antidemocrático y antiindividual". Evola apoyó el manifiesto neofascista Imperium de Francis Parker Yockey, pero no estuvo de acuerdo con él porque creía que Yockey tenía una comprensión "superficial" de lo que era inmediatamente posible. Evola creía que su concepción de la Europa neofascista podía ser implementada mejor por una élite de hombres "superiores" que operaran fuera de la política normal. En dicho libro también define al Cuarto Estado como la última etapa del desarrollo cíclico de la élite social, siendo el comienzo de la primera la monarquía. Ampliando el concepto en un ensayo de 1950, el Cuarto Estado según Evola se caracterizaría por "la civilización colectivista... la sociedad comunista del hombre sin rostro".
Giuliano Salierni fue un activista del Movimiento Social Italiano neofascista durante los primeros años de la década de 1950. Más tarde recordó los llamamientos de Evola a la violencia. Roberto Fiore y sus colegas ayudaron a principios de la década de 1980 a los "Soldados Políticos" del Frente Nacional a forjar una filosofía elitista militante basada en el "tratado más militante" de Evola, La Doctrina Aria de la Batalla y la Victoria. La Doctrina Aria llamaba a una "Gran Guerra Santa" que se libraría para la renovación espiritual y que se lucharía en paralelo a la "Pequeña Guerra Santa" física contra los enemigos percibidos. Wolff atribuye las acciones terroristas de extrema derecha en Italia en los años 70 y 80 a la influencia de Julius Evola.

## Influencia política
El dictador fascista italiano Benito Mussolini, el buscador del Grial nazi Otto Rahn y el simpatizante fascista rumano e historiador religioso Mircea Eliade admiraban a Julius Evola. Tras la Segunda Guerra Mundial, los escritos de Evola siguieron influyendo en muchos movimientos políticos europeos de extrema derecha, racistas y neofascistas. Está ampliamente traducido al francés, al español, en parte al alemán y, sobre todo, al húngaro (el mayor número de sus obras traducidas).
Umberto Eco se refirió a Evola como la "fuente teórica más influyente de las teorías de la nueva derecha italiana", y como "uno de los gurús fascistas más respetados".
Giorgio Almirante se refirió a él como "nuestro Marcuse, sólo que mejor". Según un líder del "terror negro" neofascista Ordine Nuovo, "Nuestro trabajo desde 1953 ha sido transponer las enseñanzas de Evola a la acción política directa."
El ya desaparecido grupo fascista francés Troisième Voie también se inspiró en Evola y sus ideales también han calado en la ultraderecha española.
Evola ha influido en el analista político y fascista ruso Aleksander Dugin.
El partido neonazi griego Amanecer Dorado incluye sus obras en su lista de lecturas recomendadas. El líder de Jobbik, el partido nacionalista húngaro, admira a Evola y escribió una introducción a sus obras.
El exasesor principal de Donald Trump, Steve Bannon, ha señalado la influencia de Evola en el movimiento del eurasianismo; según el libro de Joshua Green, Devil's Bargain, La revuelta contra el mundo moderno de Evola había atraído inicialmente el interés de Bannon por las ideas de la escuela tradicionalista. El líder de la alt-right y nacionalista blanco Richard Spencer dijo que el conocimiento de Evola por parte de Bannon "significa mucho". Algunos miembros de la alt-right expresaron su esperanzas de que Bannon pudiera haber estado abierto a las ideas de Evola, y que a través de Bannon, las ideas de Evola pudieran llegar a ser influyentes. Según múltiples historiadores citados por The Atlantic, esto es contradictorio, ya que Bannon citó a Evola en defensa del "occidente judeocristiano", mientras que Evola odiaba y se oponía al judaísmo y a los judíos, al cristianismo en general, al protestantismo anglosajón en particular y a la cultura de Estados Unidos. En un correo electrónico filtrado enviado por Bannon en marzo de 2016, le dijo a Milo Yiannopoulos: "Aprecio cualquier pieza que mencione a Evola." Evola también ha influido en el movimiento alt-right en general.